# Église du Sacré-Cœur de Casablanca
L’église du Sacré-Cœur (en arabe كاتدرائية القلب المقدس) est un ancien sanctuaire catholique de la ville de Casablanca, au Maroc. Elle est construite à partir de 1930 par l'architecte Paul Tournon, titulaire du prix de Rome, dans un style mêlant esthétique gothique et Art déco. Elle est entourée d'un vaste jardin public, le Parc de la Ligue Arabe.
Aujourd'hui désacralisé, l'ancien sanctuaire catholique accueille ponctuellement des expositions et des manifestations culturelles. Après l'indépendance du pays, en 1956, la cathédrale Notre-Dame-de-l'Assomption est élevée à Tanger.

## Description
Casablanca n'étant pas le siège d'un évêché, c'est à tort que le Sacré-Cœur était souvent dénommé « cathédrale » du fait de son aspect monumental.
L'église du Sacré-Cœur est édifiée à partir de 1930 afin de servir de lieu de culte principal à la communauté catholique, alors forte de près de 40 000 fidèles. Son architecture s'inspirant de l'esthétique des cathédrales gothiques européennes donne à cet édifice Art déco une monumentalité particulière.
Le sanctuaire catholique est bâti sur un plan basilical à quintuple vaisseau. La nef, voûtée en anse de panier, forme un ensemble de onze travées s'élevant sur deux niveaux : de grandes arcades en plein cintre démesurément élevées composent la partie inférieure, tandis que la partie supérieure est percée de séries de baies étroites. La hauteur réduite des voûtes des bas-côtés accentue l'impression de monumentalité de l'édifice.
La nef se prolonge par une abside en cul-de-four sans déambulatoire. De grandes baies rectangulaires laissent filtrer la lumière du jour à travers des vitraux modernistes aux teintes passant du rouge vif au bleu indigo.
L'extérieur de l'édifice rappelle plus encore les grandes cathédrales européennes : des arcs-boutants en béton à la fonction essentiellement décorative rythment la nef, tandis que la façade est cantonnée de deux tours rectangulaires.
Une certaine austérité caractérise la façade, composée d'un triple portail, d'arcades aveugles et d'une série de baies en plein cintre dont le remplage au réseau complexe s'inspire des moucharabiehs orientaux.

### Articles liés
- Église catholique au Maroc
- Catholicisme au Maroc
- Christianisme au Maghreb
- Église Notre-Dame-de-Lourdes de Casablanca